# Franco Mostert
Franco John Mostert (* 27. listopadu 1990, Welkom) je ragbista hrající jako druhořadník za japonský klub Mia Honda Heat a za jihoafrickou reprezentaci. S JAR se stal v roce 2019 a 2023 mistrem světa. V roce 2019 také vyhrál Rugby Championship (soutěž pro JAR, Nový Zéland, Argentinu a Austrálii). Reprezentační premiéru zažil v červnu 2016 proti Irsku.
V roce 2019 byl jako hráč Gloucesteru vybrán do nejlepší sestavy roku anglické ligy. V roce 2015 vyhrál s Golden Lions jihoafrickou ligu. 
Jeho vzor je Victor Madfield. Mostert měl ambici stát se profesionálním golfistou, ale na radu svého otce se dal na ragby.